# Fjøløya

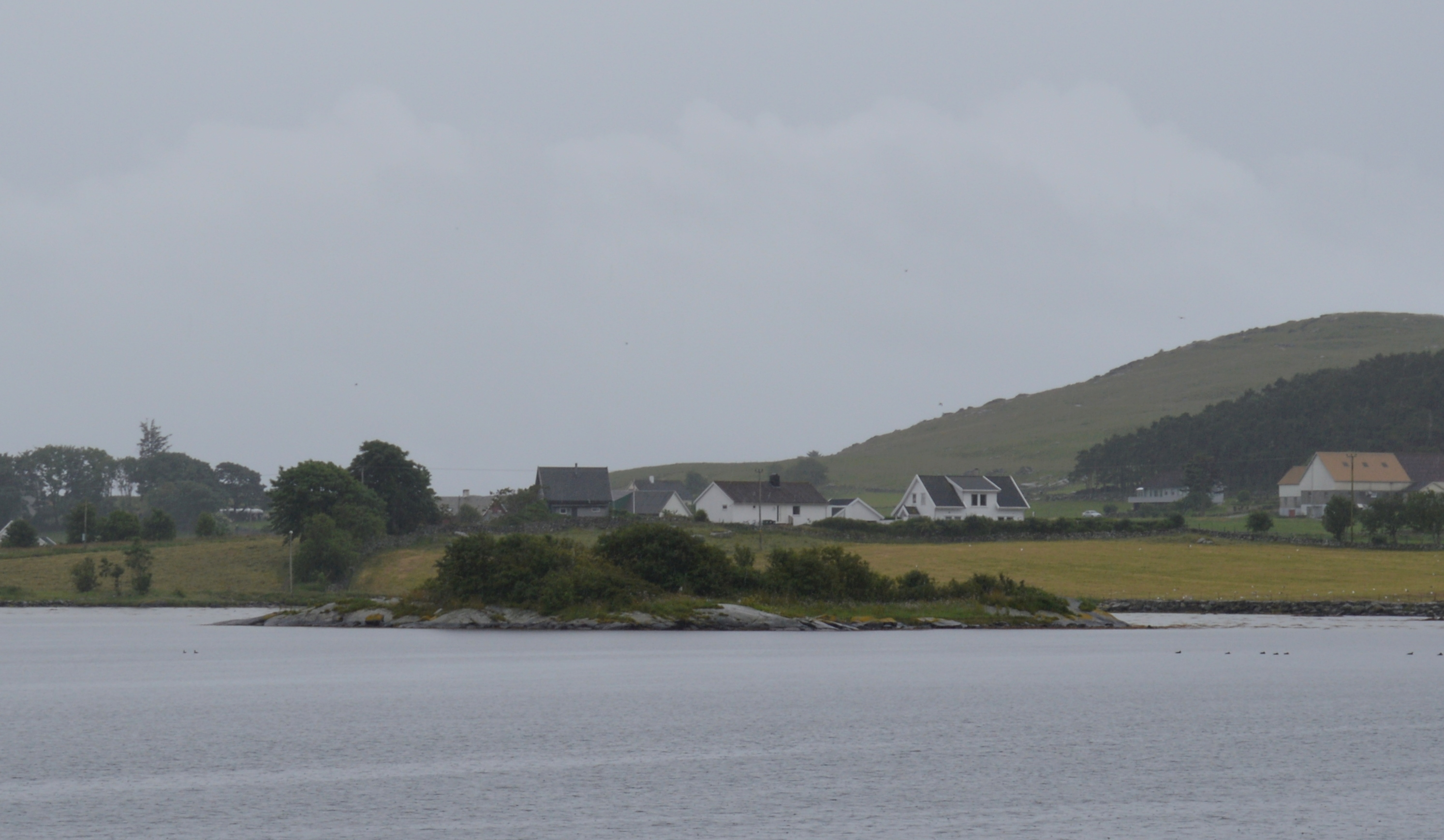
Fjøløya, Blick von Norden

Fjøløya ist eine Insel in der Nordsee an der norwegischen Küste. Sie gehört zur Gemeinde Stavanger in der Provinz Rogaland. 
Die kleine unbewohnte Insel liegt im Klostervågen vor der sich südlich erstreckenden, deutlich größeren Insel Fjøløy und der nördlich gelegenen Insel Klosterøy und dem darauf befindlichen Kloster Utstein.
Fjøløya erstreckt sich in West-Ost-Richtung über etwa 60 Meter bei einer Breite von bis zu etwa 45 Meter. Die felsige Insel ist mit einigen Büschen bewachsen.